# Chapel (Augsburg-Pfersee-Süd)

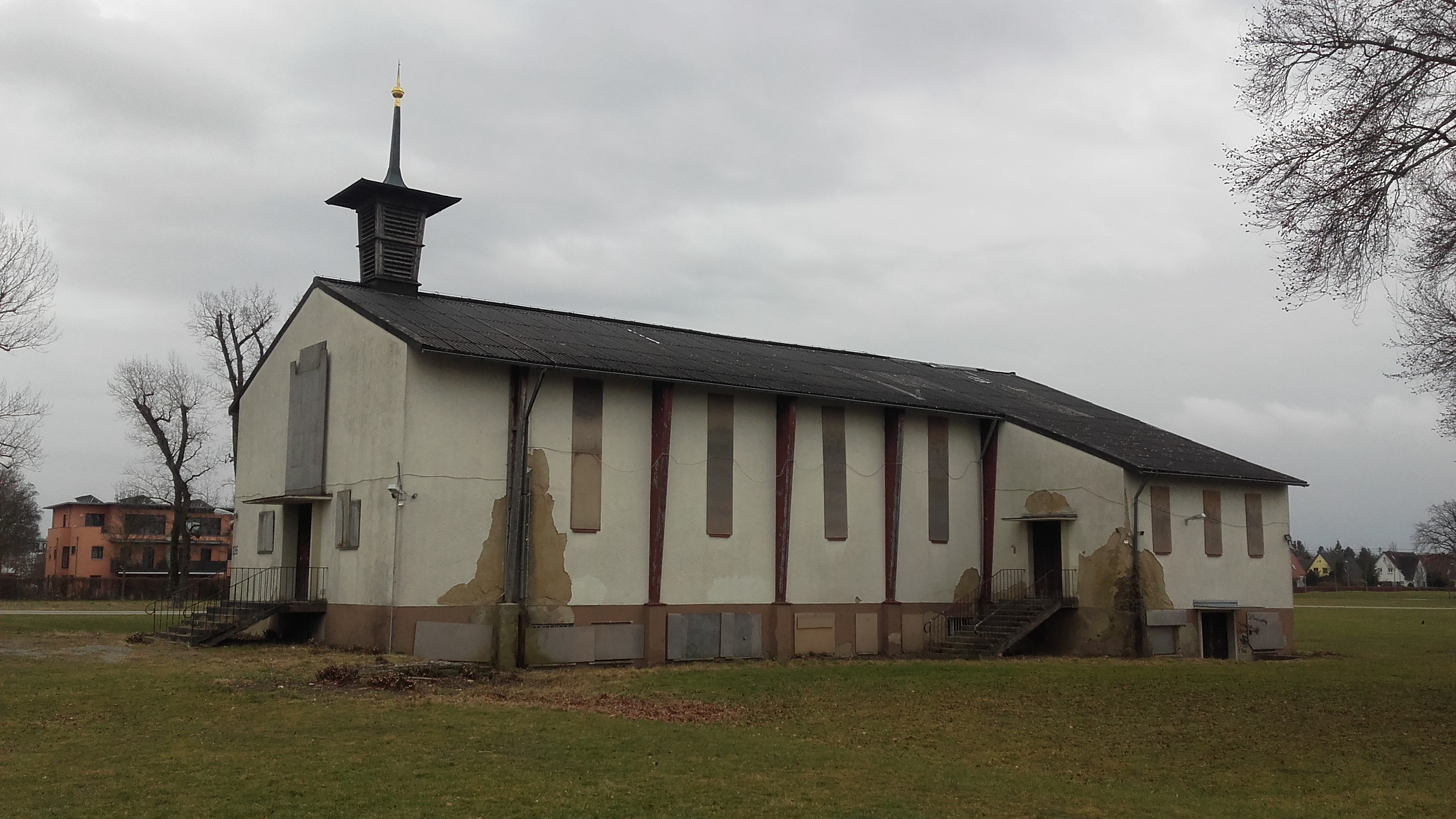
Ansicht der Chapel (2023)

Die Chapel im Augsburger Stadtteil Pfersee-Süd ist eine kleine Kirche auf dem südlichen Teil der ehemaligen Sheridan-Kaserne, die zu Beginn der 1950er Jahre vom US-amerikanischen Militär als Gebäude 136 errichtet wurde. Nach dem Abzug der Amerikaner kam sie zur Stadt Augsburg. 
Seit 2023 ist die Kirche als Baudenkmal in der Bayerischen Denkmalliste eingetragen.

## Geschichte
Zu Beginn der 1950er Jahre errichteten die Amerikaner die kleine Kirche auf dem Kasernengelände für die Soldaten und deren Angehörige. Nach dem Abzug und der Schließung der Kaserne ging sie in das Eigentum der Stadt Augsburg über.
Ursprünglich plante die Stadt Augsburg den Erhalt des Kirchengebäudes. Gespräche mit Investoren und Bemühungen um eine Sanierung für eine Nachnutzung konnten jedoch nicht zu einem positiven Abschluss geführt werden. Da das Gebäude mehr als 20 Jahre lang leer stand und nicht unterhalten wurde, verschlechterte sich die Bausubstanz im Laufe der Jahre zunehmend. Die Stadt entschied sich daher im Dezember 2022 für den Abbruch der Kirche und eine anschließende Renaturierung der Fläche. Lediglich die Glockenturmspitze und die Buntglasfenster sollten vor dem Abbruch geborgen und als Erinnerungsstücke ausgestellt werden. Wenige Tage nach Bekanntwerden der neuen Pläne wurde von den Abbruchgegnern beim Landesamt für Denkmalpflege ein Antrag auf Denkmalschutz gestellt. Seitens der Stadt Augsburg wurde eine Denkmaleigenschaft bezweifelt. Das Landesamt für Denkmalschutz gab Anfang 2023 bekannt, dass die Chapel eine besondere stadtgeschichtliche Bedeutung besitzt und sie deshalb als Baudenkmal anerkannt wird.

## Beschreibung
Bei der kleinen Kirche handelt es sich um einen länglichen Hallenbau mit flach geneigtem Satteldach. Die Firstrichtung verläuft annähernd in Nord-Süd-Richtung. Am nördlichen Ende befindet sich der Haupteingang und auf dem First sitzt dort ein kleiner hölzerner Glockenturm mit Helmdach. Am südlichen Ende befindet sich eine halbkreisförmige Apsis und seitlich sind zwei Nebenräume an die Kirchenhalle angebaut. Insgesamt acht hochaufragende Buntglasfenster auf der Ost- und Westseite erhellen die Kirchenhalle.